# Ritual (Film)
Ritual ist ein französischer Spielfilmporno des Regisseurs Louis Moire aus dem Jahr 2008. Er wurde im Jahr 2009 mit dem Erotixxx Award als bester europäischer Film ausgezeichnet.

## Handlung
Der Film handelt von der philosophischen Frage nach dem Preis für Unsterblichkeit. Die Hauptdarstellerin Cecile (Melissa Lauren) sucht eine Antwort auf diese Frage, während sie ihren letzten Partner im Schlaf beobachtet. Jahrhunderte vorher gehörte auch Cecile zu den normal sterblichen Menschen. Eines Tages traf sie jedoch einen Fremden, der sie mit Sex, Blut und einer mysteriösen Droge in einen unsterblichen Vampir verwandelte. Seitdem reist sie durch die Jahrhunderte.

## Auszeichnungen
- 2009: Erotixxx Award – Bester Europäischer Film
- 2009: Hot d’Or – Bester Französischer Film

## Wissenswertes
- Die Dreharbeiten dauerten zwei Wochen und fanden in Ibiza und Prag statt.